# Kimberley Joseph
Kimberley Joseph (Vancouver, 30 agosto 1973) è un'attrice canadese naturalizzata australiana.

## Biografia
Nata in Canada, figlia di Joe e Wendy Joseph. Il padre era un uomo d'affari canadese mentre la madre era una hostess australiana. All'età di tre anni si trasferisce con la famiglia in Australia, crescendo nella Gold Coast e studiando presso la School St Hilda's. Con la famiglia viaggia molto, specialmente attraverso l'Europa, in quel periodo studia in Svizzera, dove impara il francese e lo spagnolo.
Torna in Australia e frequenta l'Università di Bond, ma prima di conseguire una laurea abbandona gli studi, con l'intento di diventare attrice. Debutta nella soap opera Paradise Beach nel ruolo di Cassie Barsby, successivamente lavora per la televisione australiana come presentatrice, prima per il varietà Hey Hey It's Saturday in onda su Nine Network e successivamente per il game-show Gladiators su Seven Network. Terminata la sua esperienza come presentatrice, torna a recitare interpretando la cattiva Joanne Brennan nella soap opera Home and Away.
Dopo aver recitato in due episodi della serie televisiva Hercules, si trasferisce negli Stati Uniti e studia recitazione presso l'Atlantic Theater Company di New York, in seguito si trasferisce a Los Angeles, dove però trova poca fortuna. Nel 2001 ottiene il ruolo di Jo Ellison nella serie televisiva britannica Cold Feet, dove ha recitato in tutti gli episodi della quarta e quinta serie. Terminata la serie torna in Australia, dove ottiene il ruolo della dottoressa Grace Connelly nella serie TV All Saints.
Nel 2004 interpretata il ruolo della hostess Cindy Chandler nell'episodio pilota di Lost. Il suo è un personaggio secondario che appare occasionalmente nel corso delle varie stagioni. Nel 2009 aveva ottenuto una piccola parte in Angeli e demoni di Ron Howard, ma la sua parte è stata eliminata in fase di montaggio.

## Filmografia

### Televisione
- Paradise Beach – serie TV, 137 episodi (1994)
- Cold Feet – serie TV, 13 episodi (2001-2003)
- All Saints – serie TV, 7 episodi (2004)
- Lost – serie TV, 15 episodi (2004-2010)
- La Brea – serie TV, episodio 1x01 (2021)
- I misteri di Rock Island (Rock Island Mysteries) – serie TV, 34 episodi (2022-2024)

## Doppiatrici italiane
- Laura Latini in Lost